# Calixte Deslon
Pour les articles homonymes, voir Deslon (homonymie).
Charles-Georges Calixte Deslon ou d’Eslon de Montméril (aussi de Momeril) (né à Ramonchamp, près de Remiremont, le 14 octobre 1747, mort le 26 mai 1819, à Remiremont) est un officier français connu pour sa participation à l’affaire de Varennes. 

## Biographie
Il naît dans une famille de dix enfants, vivant noblement : son père Nicolas Deslon, d'abord maître d'école, est qualifié de marchand en 1747, de brigadier des chasses et receveur des deniers du roi de Pologne en 1750, puis de notaire à Remiremont et d'officier du prince de Murbach. Son frère Jean-Claude, qui se fait appeler d'Eslon de Servance, né en 1745 opte pour la carrière judiciaire et sera lieutenant général du bailliage de Remiremont puis président du tribunal criminel en 1793. Son frère Charles né en 1750 est médecin.
Il s'engage dans l'armée comme élève du Génie le 1er janvier 1760 et volontaire dans la Légion de Conflans  le 1er janvier 1766. En janvier 1774, il devient sous-lieutenant avant d'être incorporé dans Conflans Hussards le 10 juillet 1776. Il prend part à la Guerre d'indépendance des États-Unis comme capitaine-aide-major dans la Légion de Lauzun (avril 1780). Il est nommé capitaine-aide-major en 1783 à la création du régiment de Hussards de Lauzun. Il épouse en 1786 à l'église Saint-Roch de Paris Marie-Elisabeth Mondamère de la Mélière et c'est à cette époque qu'il change son nom. Le couple aura une fille Caroline née en 1787 à Remiremont. En septembre 1789, Deslon est nommé Chef d'escadron. Sa femme décède en 1790. À la même époque, il sollicite son admission dans la loge maçonnique de l'Amitié Eternelle de son régiment.
Il est engagé avec les éléments de son régiment dans la répression de la garnison de Nancy en août 1790 et dans les troubles de l'affaire de Belfort en octobre de la même année. En janvier 1791, il reçoit la croix de l'ordre de Saint Louis.

### L'affaire de Varennes
Le 9 juin 1791, un premier détachement de hussards fit son entrée à Varennes : ils furent cantonnés dans l'ancien couvent des Cordeliers, loué pour la circonstance, au gardien des biens nationaux. Le dimanche 19 juin, Deslon arrive à son tour à Varennes à la tête d'un détachement de 100 hussards qui sont chargés de protéger "un trésor". Mais à la demande de François de Goguelat, il fut rapidement détaché auprès du marquis de Bouillé à Stenay, qui lui confia le poste de Dun-sur-Meuse. Mais dans la nuit du 21 au 22 juin 1791, le chef d'escadron Deslon, ayant vu passer le chevalier de Bouillé (fils du marquis de Bouillé) vers 3 heures du matin, puis le sous-lieutenant Röhrig, il comprend ce qui se passe à Varennes, fait monter son escadron de hussards et arrive à Varennes vers 05 h 30, mais ne peut entrer dans le village mis en alerte avec sa troupe : il peut néanmoins rencontrer le roi et sa famille et propose une sortie en force sous la protection des hussards de Lauzun encore fidèles. Le roi refuse et souhaite attendre l'arrivée des troupes du marquis de Bouillé.
Le duc de Choiseul et le comte de Damas furent arrêtés par la foule. Le chef d'escadron Deslon essaya en vain de combiner une opération de la dernière chance avec les hussards présents à Varenne et son détachement bloqué devant le village, mais sans carte, il ne trouva pas un gué pour passer la rivière l'Aire avec son escadron.

### L'Armée des Princes
Après l’échec Deslon fuit à l’étranger le 22 juin. Deux de ses frères installés à Remiremont sont arrêtés, ses biens saisis et vendus. Son frère Louis, avocat à Remiremont, s’occupa de sa fille. Calixte s’engage dans la légion de Mirabeau. Il devient major le 26 mars 1792 puis colonel le 1er  avril suivant. Le 13 août 1796 il est blessé à la bataille d’Ober-Kammlach lors de la rencontre entre l'armée du général Moreau et celle de Condé. En 1798 il combat dans les dragons  d’Enghien jusqu'en 1800. Il est alors pensionné par l'Angleterre à partir du 1er mars 1801.

### Le retour
En 1802 il demande de rentrer en France et sa radiation de la liste des émigrés. En 1803 il est nommé receveur des contributions à Thann. En 1814 il est nommé maréchal de camp à titre honoraire avec pension.
Rentré à  Remiremont, il est  nommé maire le 13 août 1817 et meurt 2 ans plus tard. 
Il est le frère du médecin Charles Deslon